# 산청 신계서원 제기
산청 신계서원 제기(山淸 新溪書院 祭器)는 대한민국 경상남도 산청군에 있는, 조선 헌종 5년(1839)경에 박익 선생의 제사에 사용하기 위하여 제작된 그릇들이다.
1985년 11월 14일 경상남도의 문화재자료 제135호 신계서원제기로 지정되었다가, 2018년 12월 20일 현재의 명칭으로 변경되었다.

## 개요
조선 헌종 5년(1839)경에 박익 선생의 제사에 사용하기 위하여 제작된 그릇들이다.
제작 당시에는 모두 32점이 제작되었으나 현재는 술잔 6개, 술통 2개, 사각형 밥그릇 4개, 원형 밥그릇 2개, 촛대 2개, 향을 담는 그릇인 향합 1개 등 18점이 남아있다. 이 그릇들은 제기로서는 드물게 청동으로 만들었다. 매년 3월 신계서원에서 박익 선생의 제사에 사용하고 있다.

## 같이 보기
- 신계서원

## 참고 문헌
- 산청 신계서원 제기 - 국가유산청 국가유산포털